# Revista del Aficionado a la Meteorología
La Revista del Aficionado a la Meteorología (RAM) és la primera revista virtual i gratuïta de meteorologia amb periodicitat mensual (no s'edita els mesos d'estiu) de l'estat espanyol. Va sortir a la llum per primera vegada al maig del 2002 sota l'auspici del portal de meteorologia Meteored.com ocupant actualment un lloc significatiu en la divulgació en castellà de les ciències de l'atmosfera a Internet.
Aquesta publicació està enfocada a la difusió i divulgació de la meteorologia, climatologia i ciències afins. A més, la RAM tracta de compartir experiències meteorològiques viscudes per les persones entusiastes d'aquestes ciències. Les contribucions i visites a la revista virtual provenen des de llocs tan dispars com són des d'universitats fins a la del simple aficionat a aquestes ciències sense coneixements professionals.